# Абу Фаріс Абдаллах
Абу Фаріс Абдаллах ібн Ахмад аль-Хасані аль-Ватік біллах (араб. أبو فارس عبد الله السعدي الحسني تلقب بالواثق بالله; нар. 1564–1609) — султан Марокко з династії Саадитів в 1603—1608 роках.

## Життєпис
Син султана Ахмада I та наложниці Хайзуран. Народився 1564 року. 1584 року його брата Мухаммада оголосили спадкоємцем трону. Абдаллах дав йому присягу вірності. Невдовзі отримав в управління область Сус.
1602 року батько позбавив Мухаммада права спадкоємця, а Абу Фаріс Абдаллах призначив намісником Марракешу. 1603 року після смерті Ахмада I владу в Фесі захопив зведений брат Зідан Абу Маалі. У свою чергу Абу Фаріс Абдаллах закріпився в Марракеші. Тут його оголосили султаном з лакабом аль-Ватік біллах. Невдовзі на бік Абдаллах перейшов військовик Зідана — Ахмед ібн Мансур аль-Удж. Він привіз брата султана — Мухаммада, якого Абу Фаріс відправив у в'язницю.
За цим відправив військо на чолі з сином Абд аль-Маліком та Джудар-пашою для завоювання Фесу. Втім невдовзі вирішив використати авторитет брата Мухаммада серед знаті Фесу, звільнивши його. Згодом військо Зідана перейшло на бік Мухаммада, який зайняв Фес. В свою чергу загони Абу Фаріса переслідували Зідана до Уджди.
Невдовзі Мухаммад оголосив себе в Фесі султаном. В свою чергу Зідан зумів захопити Сіджильмасу, Сус і долину Дараа. 1606 року Абу Фаріс Абдалалх зазнав поразки в битві під Акельміном на рівнині Мардж-аль-Рамад від армії Абдаллаха ібн аль-Мамуна, сина султана Мухаммада. В результаті Аюбу Фаріс мусив тікати з Марракешу. Він отаборився в Месфуві. У 1607 році Зідан зумів захопити Марракеш, після чого рушив проти Абу Фаріса, який зрештою змушений був визнати владу Зідана у 1608 році.
1609 року об'єднався з Абдаллахом ібн аль-Мамуном, з яким переміг мустафу-пашу, що захопив Фес. Після цього зайняли столицю держави. Але у серпні Абдаллах запідозрив Абу Фаріса у змові проти себе, тому наказав його задушити.

## Опис
Він був огрядним чоловіком, який хворів на епілепсію.